# 48-й отдельный морской дальнеразведывательный авиационный полк ВВС ВМФ
48-й отдельный морской дальнеразведывательный авиационный полк ВВС ВМФ — воинская часть Военно-воздушных сил (ВВС) ВМФ СССР, принимавшая участие в боевых действиях Советско-японской войны.

## Наименования полка
Условное наименование — войсковая часть 49370.

## История
10.03.1943 года, на базе расформированной 48-й морской ближнеразведывательной авиационной эскадрильи ВВС СТОФ и 4-й АЭ 117-го МАП ВВС Амурской ВФ был сформирован 48-й морской авиационный полк с дислокацией в бухте Бяудэ залива Советская Гавань.
22.06.1945 года 48-й МАП был переформирован в 48-й отдельный морской дальнеразведывательный авиационный полк. В составе полка имелись: управление, 1-я, 2-я МДРАЭ и 3-я МБРАЭ. Две эскадрильи лодочных самолётов PBN-1 и МБР-2 (2-я и 3-я МРАЭ) базировались в б. Бяуде, а 1-я МДРАЭ амфибий PBY-6A дислоцировалась в б. Северная залива Советская Гавань (в пяти километрах).
С первых дней боевых действий против Японии, в августе 1945 года, самолёты полка начали вести разведку и аэрофотосъёмку южносахалинских портов Торо, Эсуторо и Усиро. Ночью 16 августа МБР-2 полка бомбили порт и посёлок Тайхай. 21 августа самолёты начали наносить удары по портам Усиро и Маока. После 2 сентября летающие лодки полка активно использовались в качестве транспортных средств для перевозки десанта и различных грузов по Сахалину. По итогам боевых действий полка, в ходе войны против Японии, 14.09.1945 года Указом Президиума ВС СССР 48-й ОМДРАП был награждён орденом Боевого Красного Знамени. Приказом ВГК № 0501 ему было присвоено почётное наименование «Сахалинский».
02.02.1946 года 48-й ОМДРАП был выделен из состава ВВС ТОФ в состав 3-го авиационного корпуса Сахалинской военной флотилии. 01.05.1947 года полк передаётся в состав вновь образованных ВВС 7-го ВМФ.
С августа 1947 года управление полка, 2-я и 3-я МРАЭ базировались в с. Софийское-на-Амуре, а 1-я МРАЭ — на аэродроме Бяудэ.
10.06.1953 года 48-й ОМДРАП передан из расформированных ВВС 7-го ВМФ в состав 3-го авиационного корпуса ВВС ТОФ. К началу 1955 года полк перевооружился на летающие лодки Бе-6.
С 30.04.1956 года, на основании Директивы ГШ ВМФ № ОМУ/4/19053, 48-й ОМДРАП переформирован в 167-ю отдельную морскую дальнеразведывательную авиационную эскадрилью по штату № 98/409-А, вооружённую самолётами Бе-6, с дислокацией в с. Софийское.
10.10.1956 года 167-я ОМДРАЭ была передислоцирована из Софийского на АС Бяудэ.
С 01.07.1957 г. 167-я ОМДРАЭ была переформирована в 167-ю отдельную аварийно-спасательную авиационную эскадрилью, с дислокацией в б. Бяудэ, и подчинялась командиру 10-го авиационного корпуса ВМФ. Кроме летающих лодок, в составе эскадрильи был сформирован отряд вертолётов Ми-4.
19.09.1957 года местом постоянной дислокации 167-й ОАСАЭ был определён аэродром Знаменское в черте города Советская Гавань. На вооружении эскадрильи стояли самолёты PBY-6a «Каталина».
С 30.04.1958 г. 167-я ОАСАЭ переформируется в 720-й отдельный авиационный полк вертолётов, вооружённый вертолётами Ми-4.
14.01.1960 года 720-й ОАПВ переименуется в 720-й отдельный вертолётный полк.
С 31.12.1960 г. 720-й ОВП был переформирован в 301-ю отдельную вертолётную эскадрилью (ПЛО) с передислокацией с АС Знаменское на АС Корсаков (Сахалин) и подчинением командующему Авиацией ТОФ.
01.05.1961 года 301-я ОВЭ ПЛО была переименована в 301-ю отдельную противолодочную вертолётную эскадрилью ближнего действия. На вооружении эскадрильи стояли противолодочные и транспортные вертолёты Ми-4.
С 1.10.1977 года 301-я ОПЛВЭ на аэродроме Корсаков была расформирована. Но уже 1.11.1979 г. сформирована авиагруппа на АС Корсаков — 4 вертолёта Ми-14, 5 экипажей.
С 1.12.1983 года сформирована 55-я ОПЛВЭ (номер части поменялся на «в/ч 69140») на АС Корсаков, вертолёты Ми-14, Ми-8.
В 1994 году 55-я ОПЛВЭ в Корсакове была расформирована.
В 1995 году на остатках 55-й ОПЛВЭ был сформирован спасательный вертолётный отряд для вновь формируемой 355-й отдельной спасательной авиационной эскадрильи, с дислокацией на АС Май-Гатка. 
В 2017 году ВПП аэродрома Корсаков была зарегистрирована как посадочная площадка.

## Авиационные происшествия по 48-му ОМРАП
10.07.1943 года столкнулись в воздухе два МБР-2, погибли ст. л-т Киселёв М. Д., ст. л-т Фоминич Н. Т., л-т Цуканов А. В., с-т Куликов И. П.
14.06.1944 года катастрофа МБР-2, погибли КЭ мл. л-т Сердюков А. П., ШЭ л-т Штейн Л. В., ВСР с-т Аброщиков Д. К.
05.02.1948 года катастрофа МБР-2, погибли КЭ л-т Коковкин В. К., ПКЭ ст. л-т Базецкий М. М., ШЭ л-т Кобченко В. Н., ВСР м-с Ступикин В. П.
07.08.1948 года катастрофа PBY-6a, погибли командир экипажа ст. л-т Попов К. А., пом. командира л-т Подопригора А. Н., штурман л-т Михайлов В. И.
30.08.1951 г., катастрофа PBN-1. Ст. л-т Калинин В. В. и м-р Якунин Б. М. — погибли.

## Награды и почётные наименования
| Награда (наименование)              | Дата награждения | За что получена |  |
| ----------------------------------- | ---------------- | --- |  |
| Почётное наименование «Сахалинский» | 14 сентября 1945 | [ 1 ] |  |
| Орден Красного Знамени              | 14 сентября 1945 | за образцовое выполнение боевых заданий командования на фронте борьбы с японскими империалистами и проявленные при этом доблесть и мужество |  |

## Командиры полка
- подполковник А. И. Жестков (декабрь 1954 — май 1956)[3]

## Авиатехника полка
PBN-1, МБР-2, PBY-6A, Бе-6